# Gentianella sagasteguii
Gentianella sagasteguii är en gentianaväxtart som beskrevs av J.S.Pringle. Gentianella sagasteguii ingår i släktet gentianellor, och familjen gentianaväxter. Inga underarter finns listade i Catalogue of Life.